# Rue Grognard
La rue Grognard est une rue du quartier des pentes de la Croix-Rousse dans le 1er arrondissement de Lyon, en France.

## Situation et accès
La rue commence rue Audran, face à la montée Saint-Sébastien, avec une circulation qui se fait dans les deux sens et avec un stationnement d'un seul côté jusqu'à la rue Mottet-de-Gérando. Ce sont ensuite des escaliers qui descendent vers la rue Bodin puis la rue Magneval et se terminent rue des Fantasques.

## Origine du nom
La rue doit son nom à François Grognard (1748-1823) fabricant d'étoffes et de soie, conseiller de commerce du roi de Pologne et inspecteur du mobilier sous le premier empire. Il lègue sa fortune à la ville pour enrichir les collections de portraits de Lyonnais du musée des beaux-arts. 
Son frère Alexis Grognard (1752-1840) est un peintre de l'école de Lyon.

## Histoire
En 1825, Louis-Benoit Coillet, voyer de Lyon, élabore un plan pour ouvrir de nouvelles rues dans les clos des pentesdont le clos Bodindans l'ancien couvent des Colinettes.
La rue est créée en 1828, le conseil municipal lui donne le nom de Grognard le 18 juin 1829.